# 미국 육군
미합중국 육군(영어: United States Army)은 미군의 육군 부문이다. 군사 조직으로서 국가 보안과 방위 전략에 필요한 군사력을 제공하는 임무를 최우선적으로 하고 있다.
미육군은 미군 조직 중 가장 오래됐고, 규모도 가장 크다. 다른 육군과 같이, 지상 군사 작전의 주요 책임을 맡고 있다. 현대 미국 육군의 뿌리는 미국이 독립하기 전, 미국 독립 전쟁 때문에 1775년 6월 14일에 창설된 대륙군에 두고 있다. 연합 회의는 1784년 6월 14일에 독립 전쟁 후 대륙군을 대체하기 위해 미국 육군을 창설한다. 미국 육군은 스스로를 대륙군으로부터 유래했다고 생각하기 때문에 창설일로 대륙군의 창설일을 따르고 있다.
미육군의 관리 운영은 미국 국방부의 7개 기관 중 하나인 미국 육군부에서 하고 있다. 미국 육군 장관은 민간인이며, 육군에서 가장 높은 계급을 지닌 장교는 미국 육군 참모 총장이다. 2017년11월 16일, 정규군은 476,000 명, 2006년 말 주방위군은 343,000 명, 연방예비군은 199,000명으로, 합산 1,018,000 명에 이르고 있다.

## 임무
미국 육군은 미군의 지상군으로써의 역할을 다한다. 미국 연방법전 10조 3062항 에 따르면 육군의 목적은 다음과 같다.
- 미국과 속해있는 주들, 해외 영토 및 점령지에서 평화와 안전을 보장하고, 방위력을 제공한다.
- 국가 정책을 지원한다.
- 국가 목표를 시행한다.
- 미국의 평화와 안전을 위협하는 국가에 대해 그에 따른 대가를 치르게 한다.

## 가치
1990년대 중반, 미 육군은 "7가지 육군의 핵심 가치"를 정식으로 채택했다. 육군은 이 가치들을 전사의 기본적인 특색으로 교육하고 있다. 7가지 핵심 가치는 다음과 같다.
1. 충성(Loyalty) - 미국 헌법, 미국 육군, 자대, 전우들에 대한 진실된 믿음과 헌신을 다한다.
2. 의무(Duty) - 자신의 의무를 완수한다.
3. 존경(Respect) - 타인에 대한 도리를 지킨다.
4. 봉사(Selfless Service) - 나 자신에 앞서 국가, 육군, 후임의 안위를 생각한다.
5. 명예(Honor) - 육군의 가치를 준수 한다.
6. 정직(Integrity) - 법, 도덕적으로 옮은 일을 한다.
7. 용기(Personal Courage) - 물리적이나 정신적 위험, 공포, 역경에 용감히 맞선다.

이 가치들을 세로로 첫 글자만 읽으면 LDRSHIP (리더십)이 된다.

## 역사

### 18세기

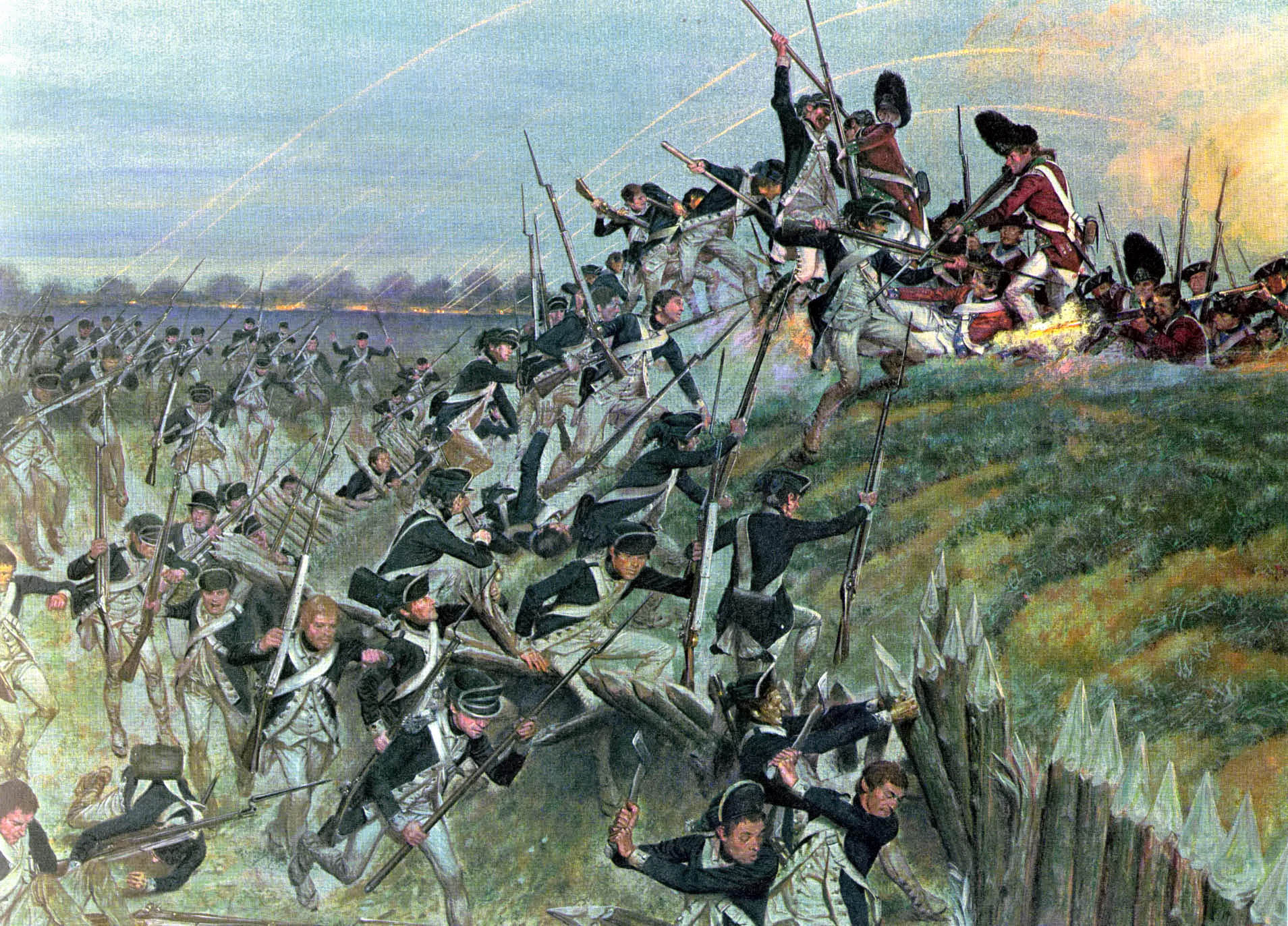
제10 보루에서의 난전, 요크타운 포위전.

대륙육군은 1775년 6월 14일, 미국 연합 회의에서 영국에 대항하기 위해 조지 워싱턴을 지휘관으로 하여 창설됐다. 조지 워싱턴은 적의 공세가 약해질때, 파비우스 전술을 이용하여 영국군과 독일 용병을 격파했다. 워싱턴은 트렌턴 전투와 프린스턴 전투에서 영국군을 재패하고 남쪽으로 향했다. 요크타운 공방전에서 프랑스, 네덜란드, 스페인의 도움으로 영국으로부터 압도적인 승리를 쟁취해, 파리 조약에서 미국의 독립이 승인됐다.
그러나, 전쟁이 끝난 후 대륙군은 미국인들이 신뢰하지 않는 군사로 버려졌으며, 비정규적인 주 민병대와 웨스트포인트 무기고의 포병 대대가 상비군의 자리를 차지했다. 하지만, 인디언들과 계속되는 갈등으로 인해, 훈련된 육군이 필요하다는 것을 깨닫고, 1791년에 첫 부대로 미국의 군단이 창설된다.

### 19세기
1812년부터 3년간 지속된 미영전쟁은 미국과 영국이 서로 두 번째이자 마지막으로 싸운 전쟁으로, 독립전쟁때보다 결과는 낙관적이지 못했다. 캐나다 침공도 실패했으며, 영국군이 새 수도 워싱턴에 불을 지르는 것도 막을 수 없었다. 하지만, 윈필드 스콧과 재이콥 브라운장군이 이끄는 정규군은 1814년 나이아가라 전투에서 승리해 정규군의 능력을 인정받을 수 있었다. 그러나, 조약이 체결되고 2 주 뒤, 앤드류 잭슨의 군대가 뉴올리언스 전투에서 패하면서 조약은 물거품이 되었다.
1815년에서 1860년 사이에 명백한 운명의 정신이 미국민들을 휩쓸어, 토착민들이 이주한 서부지역으로 미 육군을 파견해 인디언 이주민들을 뿌리뽑기 위해 접전과 전투가 계속됐었다. 또한, 미 육군은 멕시코-미국 전쟁에서 승리하여, 뉴멕시코주, 와이오밍주, 애리조나주, 콜로라도주, 유타주, 네바다주, 캘리포니아주를 획득했다.

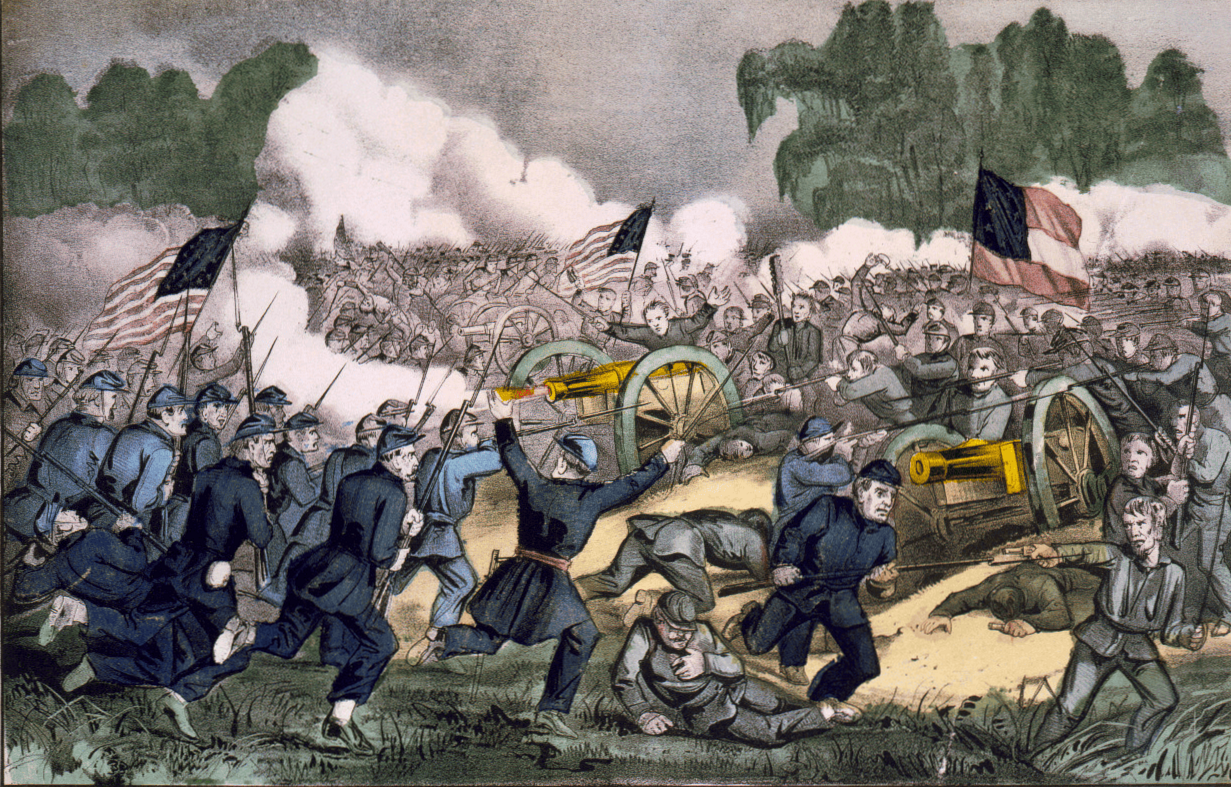
남북 전쟁의 전환점이 되었던 게티즈버그 전투

남북 전쟁(1861년 ~ 1865년)은 미국에게 가장 손실이 컸던 전쟁이었다. 남부에 있는 대부분의 주가 연방에서 탈퇴해 남부 동맹에 가담함으로써, 남부군은 찰스턴에 있는 섬터 요새에 포문을 열어 전쟁을 선포한다. 첫 2년은 남군이 이길 것 같이 보였지만, 동부에서 게티즈버그 전투, 서부에서 빅스버그 공방전의 결정적인 승리를 쟁취하고, 우월한 기술력과 군사력으로 남부 지역을 휩쓸었다. 남부 동맹은 결국 1865년 아포맷톡스 코트하우스에서 항복을 선언한다. 1860년 인구 통계에 따르면 13세~43세의 독립 전쟁으로 백인 남성의 8%가 사망했다고 하며, 그 수치가 북부는 6% 남부에서는 18%까지 치솟았다고 한다.
남북전쟁에 이어 미국의 대륙 개척을 가로막는 인디언과 미 육군의 전투가 지속됐다. 그러나, 1890년 미국은 국제적으로 활동하게 될 잠재성을 보게 됐다. 미군은 미국-스페인 전쟁(1898년), 미국-필리핀 전쟁(1898~1913년), 의화단 운동, 라틴아메리카에서의 무력 간섭으로 좀 더 국제적인 지위를 얻었다.

### 20세기

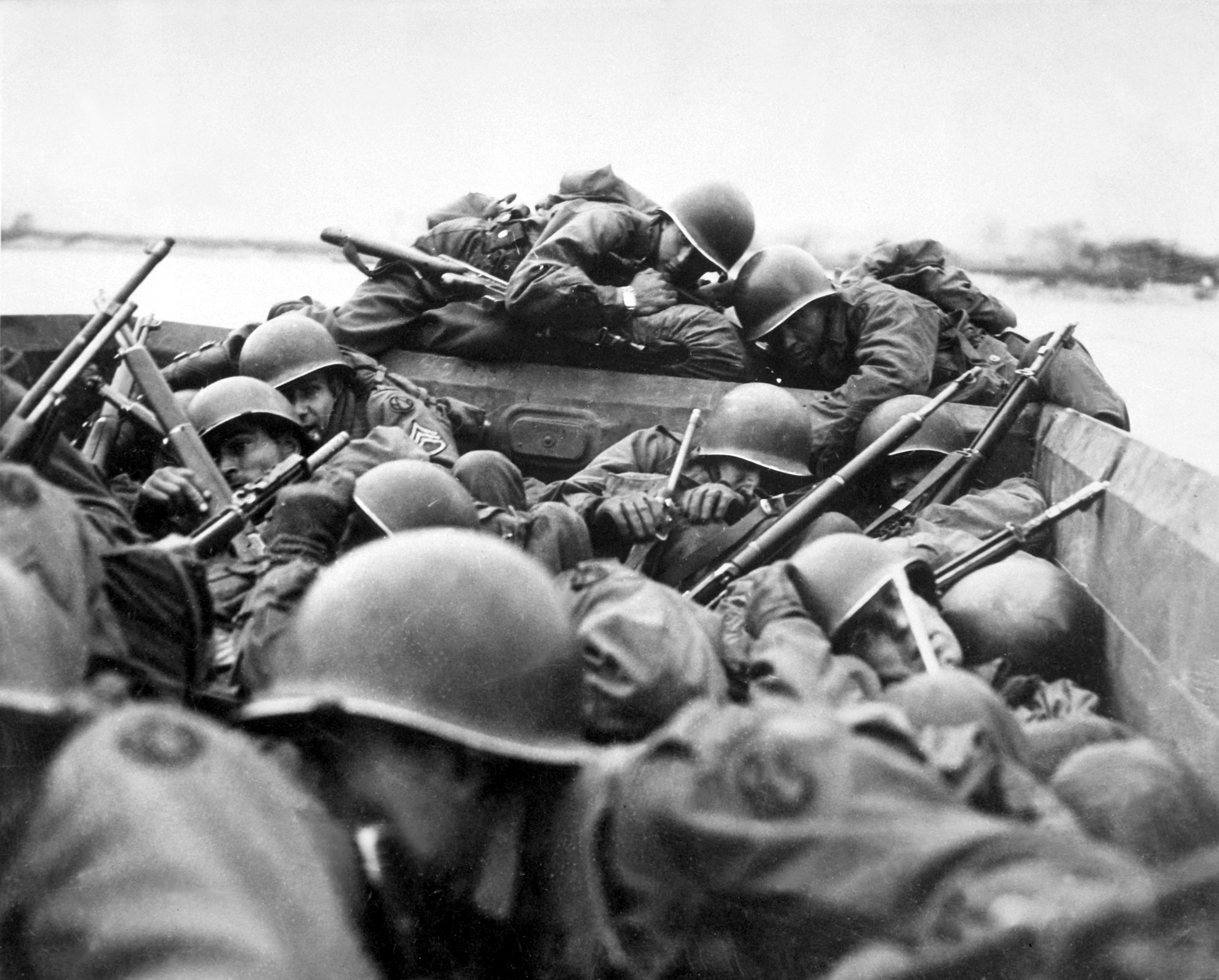
돌격선을 통해 라인강을 건너고 있는 89 보병 사단 병사들

미국은 제1차 세계 대전(1914~1918년)에 프랑스, 영국, 러시아 편으로 참전했다. 미군은 최전전에서 독일 전선을 밀어 붙여 결국 무너뜨렸다. 1918년 11월 11일 전쟁은 승리로 끝나고, 군사력은 감축되었다.
1941년 일본 제국의 진주만 공격으로 미국은 제2차 세계 대전에 참전했다. 유럽 전선에서 미 육군 병력은 북아프리카, 시칠리아, 이탈리아 전선의 승리에 주도적 역할을 했다. 디데이 이후에도, 나치 독일을 무찌르고 유럽의 자유를 되찾는 데 중심적 역할을 했다. 태평양에서는 미 해병대와 같이 "아일랜드 호핑" 작전을 수행해 태평양의 섬들을 일본으로부터 벗어나게 했다.
추축국이 1945년 5월과 9월에 항복하고, 육군 병력은 독일과 일본에 배치 되었다.

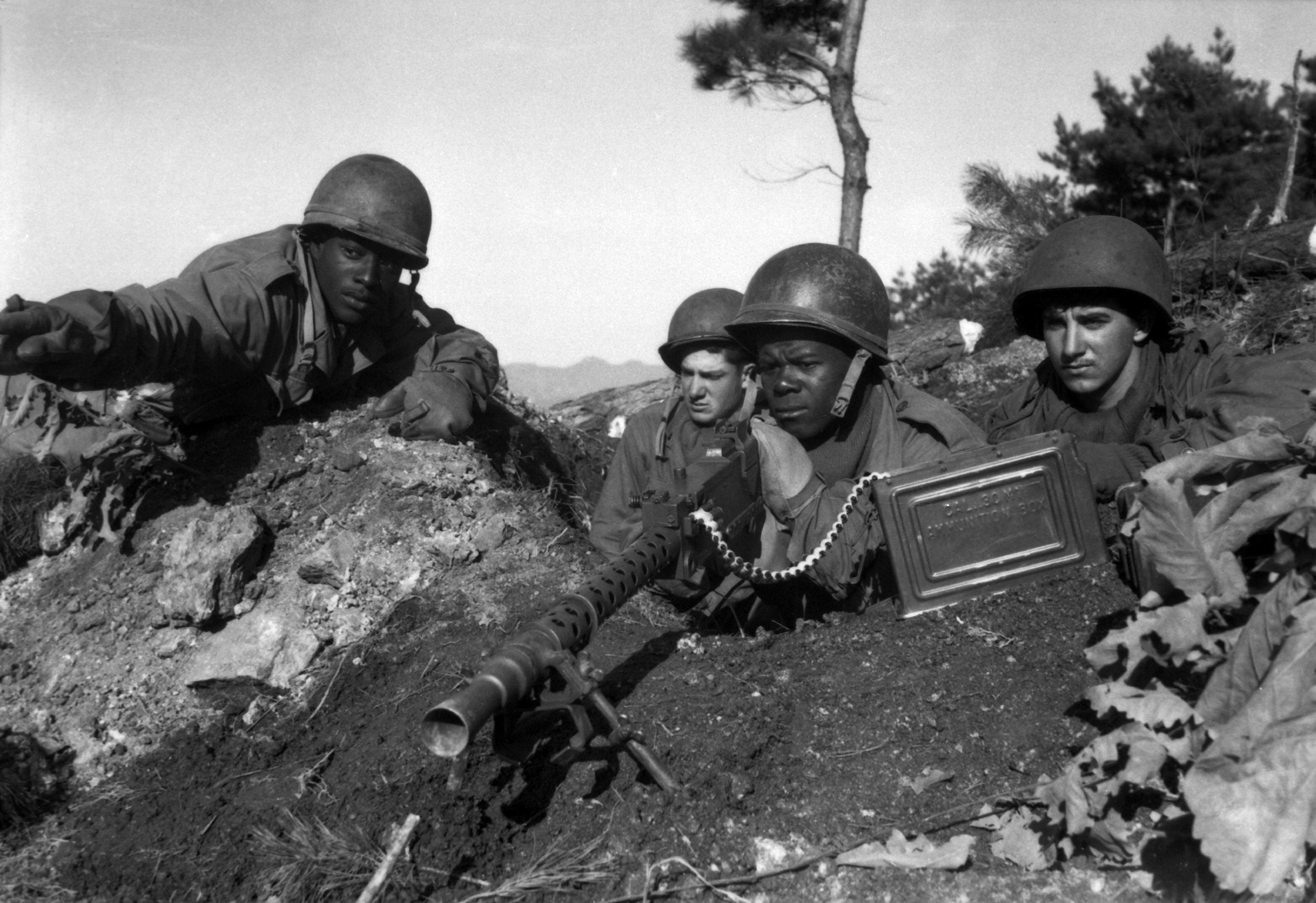
한국 전쟁 당시 2 보병 사단의 기관총수

그러나, 2차 세계 대전이 끝나자마자 동·서구권이 대립하는 냉전시대가 시작됐다. 수백만의 미국 병력이 서독에 남아 1990년대까지 소련의 공격에 대비했다. 냉전시대 동안, 미군과 그 동맹들은 한국과 베트남에서 공산주의자들과 전쟁을 했다. (도미노 이론 참고) 한국 전쟁은 1950년에 시작됐다. 국제 연합군의 일원으로, 수백만의 미군 병력이 남한이 북한으로 넘어가는 것을 막기 위해 싸웠다. 그 후 중국군이 참전하고 반복되는 전진 후퇴 끝에, 1953년 휴전 협정으로 한반도는 전쟁 이전과 같은 분단 상황으로 돌아갔다.

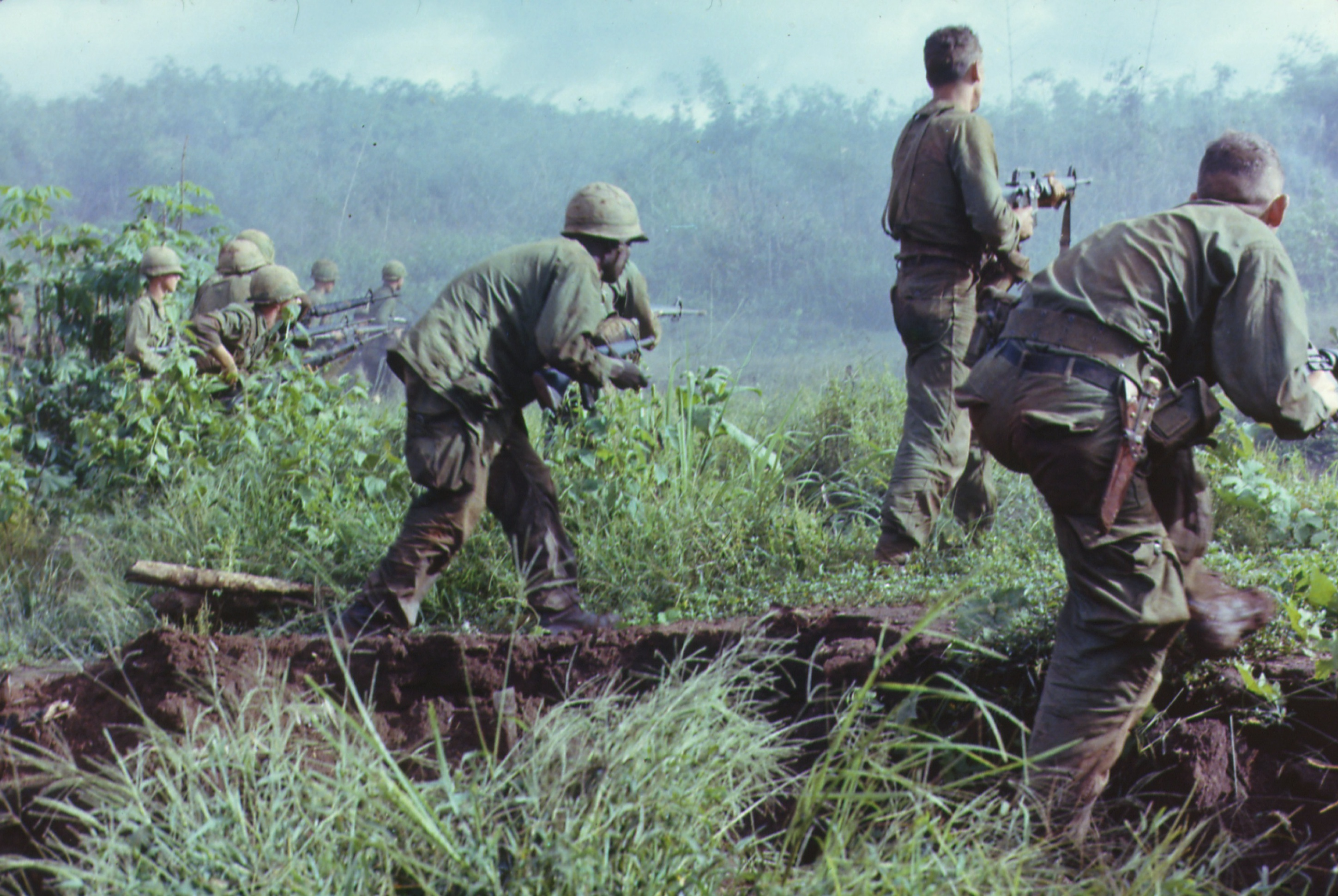
보병들이 남베트남의 닥토에서 호손 작전 중 마지막 베트콩 진지를 공격하기 위해 적진을 포격 후 전진하고 있다.

베트남 전쟁은 미 육군 역사의 최저점으로 여겨진다. 미군은 남베트남에 1959부터 배치되었지만, 1965년의 통킹 만 사건을 계기로 본격적으로 참전했다. 본토에서 미군의 철군을 결정한 1973년까지, 미군은 베트콩과 북베트남군의 게릴라 전술에 호되게 당하고 있었다. 2년 후, 베트남은 공산주의 체제로 통일되었다.
1980년대에는 군의 재편제가 이루어졌다. 육군은 모병제로 바뀌면서 훈련과 군사기술에 중점을 두게 되었다. 1986년에 골드워터-니콜스 법으로 인해, 지리적으로 나뉜 통합 전투 사령부 아래로 4개의 미군 조직이 들어가게 됐다. 육군은 또한 1983년 그레나다 침공과 1989년 파나마 침공에 참전했다.
1991년에 독일이 통일되고 소련이 붕괴되면서 냉전 시대는 끝났다. 그 후 이라크가 작은 이웃인, 쿠웨이트를 침공하자, 50만명의 병력이 미국의 지휘아래 연합해 참전했는데, 연합군의 대부분은 미국 육군이었고, 걸프 전쟁이 발발했다. 전쟁은 서방 연합군이 100시간만에 이라크 군을 거의 괴멸시켜 확실한 승리로 끝을 맺었다.
걸프 전쟁 이후에는 그다지 대규모 군사 작전에 참전하지 않았다. 육군 부대들은 UN 평화유지 활동에 참가했다. 1993년에는 소말리아에서 고딕 서펀트 작전을 이끌었지만, 18명의 미군이 전사하고 다국적군의 철수가 결정됐다. 또한, 미 육군은 1990년대 중반 나토 평화유지군에 파견돼 유고슬라비아에서 평화유지 임무를 수행했다.

### 21세기

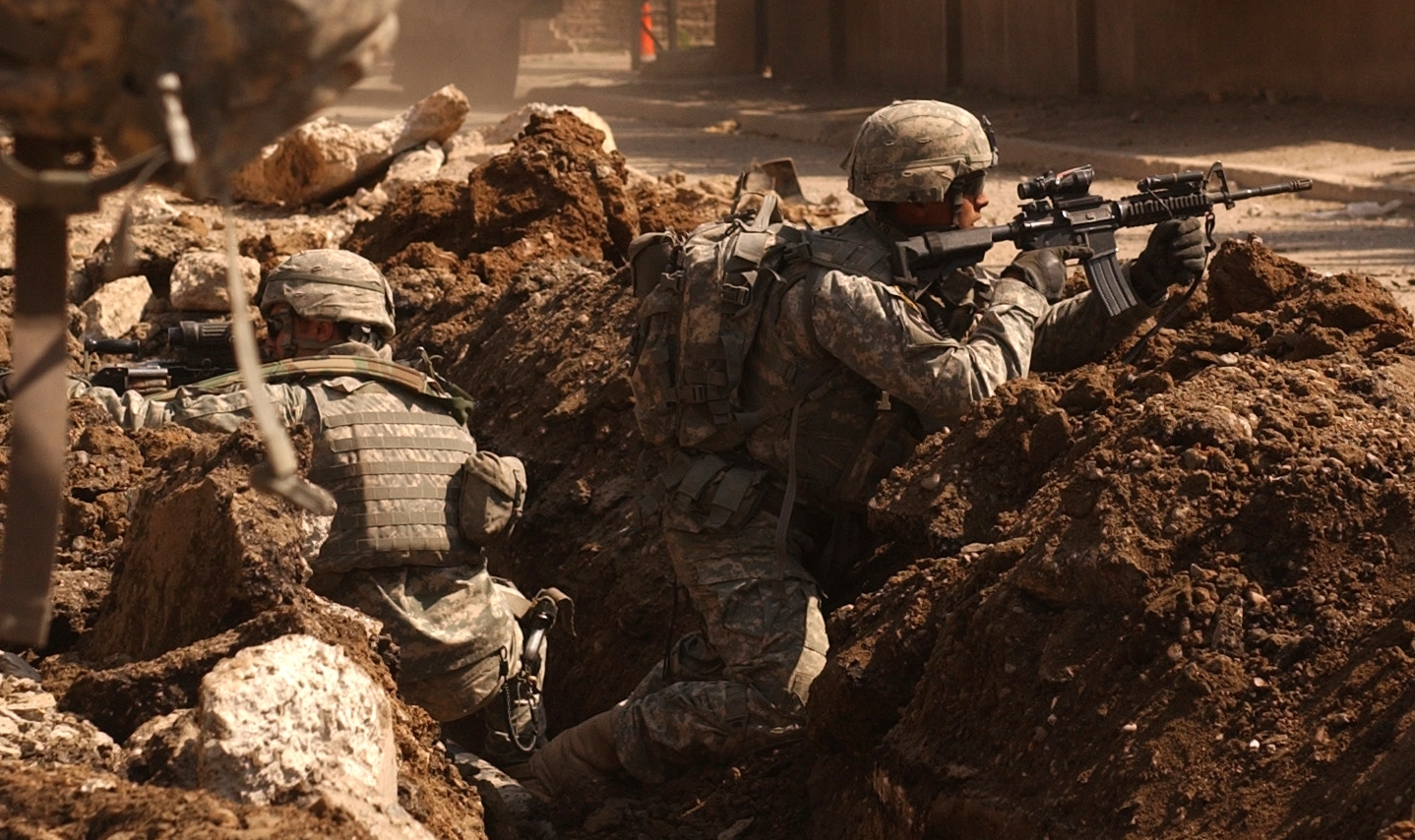
2007년 3월 7일, 미군이 바그다드의 알 도라 지역에서 반군과의 전투 중에 엄페하고 있는 모습

2001년 9·11 테러이후, 대테러전쟁의 일환으로 미국과 NATO의 연합군이 탈레반정권을 전복시키기 위해 아프가니스탄을 침공했다.
미국과 연합군은 2003년 이라크 전쟁을 일으켰다. 미군, 영국군, 미해병대, 기타 지상군, 해군, 공군을 동원해 사담 후세인의 병력을 격퇴하였다.
전쟁이 지속되면서 전쟁의 양상이 정규군끼리의 싸움에서 대 게릴라전쟁으로 바뀌었다. 수많은 자살 공격으로 2008년 3월까지 4,000 명이 넘는 미군과 수천명이 부상을 입었다. 그런 산발적인 공격으로 전선이 불안해지면서 미국은 정규군뿐만이 아니라 연방예비군과 주방위군까지 투입했다.
이라크 전쟁이 끝난 후, 미군은 일련에 개편 작업에 착수하였으며, 이라크 전쟁중 45개까지 확장된 여단전투단 수를 여단전투단 현대화 계획 (Brigade Combat Team Modernization)으로 2017년 11월 현재 31개까지 줄였다. 해체된 여단전투단 중 1개는 대대전투단으로 전환되었으며, 1개 여단전투단 (11 기갑기병연대) 은 훈련여단으로 포트 어윈 국립 훈련소에서 대항군 역할을 맡게 되었다.

## 조직

### 육군의 구성
제1차 세계 대전 중 미국은 참전을 위해 "미국 국군을 창설한다. 이 군사는 제1차 세계 대전 이후 해산되어, 육군 정규군, 예비군 군단, 민병대로 대체되었다. 1920~1930년대에는 직업군인으로 여겨지던 정규군이 "예비군 사병 군단"과 "예비군 장교 군단"으로 빈자리를 채웠다.
1941년, "미국 육군"이 제2차 세계 대전에 참전하기 위해 창설된다. 그 당시에는 정규군, 미국의 육군, 주방위군, 장교/사병 예비군 군단이 동시에 존재했다. 2차 세계 대전 이후에는 두 예비군 군단이 미국 육군 예비군으로 통합되었다. 미국의 육군은 한국 전쟁과 베트남 전쟁으로 재정립 되었지만, 미국의 징병제폐지로 해산되었다.
현재, 육군은 정규군, 예비군, 방위군으로 나뉘어 있다. 1903년 이전에는 주방위군은 대통령의 집결 명령이 아니면 각 주의 병력으로 취급되었다. 1903년의 민병대법으로 의해 주방위군 병사는 두 가지 체제 속에 속하게 되어서, 주지자의 권한 아래 있으면서, 대통령의 권한 아래 미 육군의 예비군이라는 체제 아래 서있다. 총 군사 정책이 베트남 전쟁 이후 적용되면서 예비군에 속해있던 군사들도 미국의 군사 작전에서 더욱 활동적으로 참가하게 되었다. 예비군과 주방위군은 걸프 전쟁, 코소보 전쟁에서의 평화유지, 2003년의 이라크 전쟁에 참전했다.
다양한 미국 육군 주방위군이 존재하며, 주 민병대로 알려져 있기도 하다. 각 주 정부의 지원을 받으며, 방위군의 보조 역을 하고 있다. 미국 본토로의 침략같은 극도의 국가 보안 위기가 닥치지 않는 이상, 미국 정부로부터 독립적으로 운영된다. 주방위군은 국군의 일부분이 아닌 주 정부의 기관으로 여겨진다.
오늘 날 육군은 모병제를 실시하면서, 연방예비군과 주방위군의 병력으로 증강되기도 할지라도, 미국에 대항하는 대규모 공격이나 제3차 세계 대전같은 세계 전쟁 발생시, 빠르게 군사력을 확장할 수 있는 수단을 가지고 있다.
육군 동원령의 최종 단계는 "미조직된 민병대의 활성화"로 알려져 있으며, 이것은 실제로 가능한 모든 남성을 미 육군으로 총 동원한다는 것이다. 마지막으로 이 국가총동원령이 발동 됐던 때는 1865년 남북 전쟁때, 남부 동맹이 "국가 시민군"을 조직하면서, 나이에 상관없이 모든 남성을 남부 동맹군으로 동원했을 때였다.

### 사령부
| 표장                    | 사령부                                                | 사령관                      | 본부                           |
| 육군사령부              | 육군사령부                                            | 육군사령부                  | 육군사령부                     |
| ----------------------- | ----------------------------------------------------- | --------------------------- | ------------------------------ |
|                         | 전력사령부 (FORSCOM)                                  | 대장 로버트 B. 에이브람스   | 노스캐롤라이나주 포트 브래그   |
|                         | 육군미래사령부 (AFC)                                  | 대장 존 M. 머레이           | 텍사스주 오스틴                |
|                         | 훈련교리사령부 (TRADOC)                               | 대장 데이비드 G. 퍼킨스     | 버지니아주 포트 유티스         |
|                         | 육군물자사령부 (AMC)                                  | 대장 데니스 L. 바이아       | 앨라배마주 레드스톤 애스널     |
| 육군 구성군사령부 (ACC) |                                                       |                             |                                |
|                         | 미국 아프리카 육군(USARAF) / 제9군                    | 소장 대릴 A.윌리엄스        | 이탈리아 비센차                |
|                         | 미국 중부 육군 (ARCENT) / 제3군                       | 중장 제임스 L. 테리         | 조지아주 포트 맥퍼슨           |
|                         | 미국 북부 육군/제5군 (USANORTH)                       | 중장 페리L. 위긴스          | 텍사스주, 샌 안토니오 합동기지 |
|                         | 미국 남부 육군 (USARSO) / 제6군                       | 소장 클레어런스 K.K 친      | 텍사스주, 샌 안토니오 합동기지 |
|                         | 미국 유럽 육군 (USAREUR) / 제7군                      | 중장 벤 하지스              | 독일, 비스바덴, 클라이 카세메  |
|                         | 미국 태평양 육군 (USARPAC)                            | 대장 빈센트 K. 브룩스       | 하와이, 포트 새프터            |
|                         | 육군특수작전사령부 (USASOC)                           | 중장 찰스 T. 클리블랜드     | 노스캐롤라이나주 포트 브래그   |
|                         | 지상전개배급사령부 (SDDC)                             | 소장 수전 A. 데이비슨       | 일리노이주 스캇 공군기지       |
|                         | 우주미사일방어사령부/육군전략사령부 (USASMDC/ARSTRAT) | 중장 데이비드 만            | 앨라배마주 레드스톤 군수 공장  |
| 야전군 지휘부           |                                                       |                             |                                |
|                         | 제1군                                                 | 중장 마이클 S. 터커         | 일리노이주 록아일랜드 조병창   |
|                         | 제8군 (EUSA)                                          | 중장 샴포우                 | 경기도 캠프 험프리스           |
| 직접보고부대 (DRU)      |                                                       |                             |                                |
|                         | 의무사령부 (MEDCOM)                                   | 중장 Patricia D. Horoho     | 텍사스주 포트 샘 휴스턴        |
|                         | 정보보안사령부 (INSCOM)                               | 소장 조지 J. 프란츠 III     | 버지니아주 포트 벨보아         |
|                         | 범죄수사사령부 (USACIDC)                              | 준장 로드니 L. 존슨         | 버지니아주 포트 벨보아         |
|                         | 미국 육군 공병대 (USACE)                              | 중장 로버트 반 앤트워프 Jr. | 워싱턴 D.C.                    |
|                         | 워싱턴 육군 군관구 (MDW)                              | 소장 제프리 S. 부캐넌       | 포트 맥네어, 워싱턴 D.C.       |
|                         | 시험평가사령부 (ATEC)                                 | 소장 피터 D. 어틀리         | 버지니아주, 알렉산드리아       |
|                         | 미국 육군 사관학교 (USMA)                             | 중장 로버트 L. 캐슬런       | 뉴욕주, 웨스트포인트           |
|                         | 미국 육군 예비군 사령부 (USARC)                       | 중장 제프리 W. 탈레이       | 조지아주 포트 맥퍼슨           |
|                         | 육군사이버사령부 (ARCYBER)                            | 중장 리히트 헤르난데스      | 버지니아주 포트 벨보아         |

### 구조
미국 육군은 크게 3개의 부분으로 구성돼 있는데, 상비군인 정규군과, 예비군인 주방위군과 연방예비군이 있다. 이 두 가지의 예비군 조직은 시간제로 근무하는 병사로 구성돼 있으며, 1개월에 한 번씩 전투 소집 혹은 부대 훈련 소집이라고 알려져 있는 훈련을 받는다. 1년에 한번은 2-3주 정도 기간의 훈련을 받기도 한다. 예비군과 정규군은 모두 미국 법령의 10장이 적용된다. 하지만, 미국 육군주방위군은 미국 법령 32장이 적용된다. 미국 육군 주방위군은 연방 정부가 아닌 각 주의 주지사의 명령 하에 있더라도, 편제나 훈련, 장비는 미국 육군의 한 부분으로써 관리 된다. 그러나 미국 육군 주방위군은 대통령에 의해 주지사에 상관없이 연방 정부 쪽으로 편제할 수도 있다.

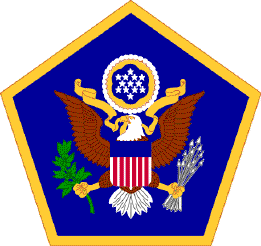
미국 육군 본부중대의 표장

미국 육군은 미국 국방부 직속의 민간인 미국 육군 장관이 운영하며, 미국 육군 참모총장을 민간인으로서 감독하기도 한다. 미국 육군 참모총장은 육군참모본부의 장이며 미국 합동참모회의의 구성원이다. (합동참모회의는 힙동참모본부에 설치된 중추기관으로 합참의장과 부의장 과 각군참모총장및 해병대사령관으로 구성된 구성원합의로 , 미국의 대통령과 국방부 장관에게 군사 자문을 한다)
1986년, 골드워터-니콜스 법으로 인해 군사 작전 통제의 지휘 체계가 대통령으로부터 해당 권역의 모든 군사를 통제하는 통합 전투 사령부와 직접적으로 연결된 국방부로 옮겨졌다. 그로 인해, 각 군사의 참모총장은 해당하는 병력의 편제와 훈련, 장비만 책임지게 되었으며, 전투 지휘관에게도 적합한 군사력을 제공할 수 있게 되었다.
육군은 2009년까지 변환단계를 마쳤다. 이후 지리적으로 나뉜 5개의 통합 전투 사령부에서 6개의 통합 전투 사령부 체제로 변환되었다.
- 미국 중부 육군/제3군: 조지아주 포트 맥퍼슨
- 미국 북부 육군/제5군: 텍사스주 포트 샘 휴스턴
- 미국 남부 육군/제6군: 텍사스주, 포트 샘 휴스턴
- 미국 유럽 육군/제7군: 독일, 하이델베르크, 캠벨 배럭스
- 미국 태평양 육군: 하와이주 포트 새프터
- 미국 아프리카 육군/제9군: 독일, 슈투트가르트

각 군대의 사령부는 작전사령부로써 역할을 하고 있지만, 미 육군 태평양 사령부의 경우는 대한민국의 미 육군과 분리되어있다.
미 육군은 편제 개혁의 일부분으로 현재 사단급 편제에서 여단급 편제로의 변환을 마쳤다. 이에 따라 정규군의 전투 여단 규모는 33개에서 42개로 늘어나 방위군과 예비군의 규모와 비슷해졌다. 하지만, 사단의 계통은 여단을 거치게 되지 않고 계속 유지되며, 여단을 사단 본부가 지휘하는 현상도 계속 생기게 되었다.(이 체제는 2014년 이후 크게 변화하였다. 정규군 전투 여단은 45개까지 늘어났다가 2017년 6월 현재 31개까지 줄어들었다. 3년간 무려 14개 전투여단을 해체하였다.
이 계획의 중점은 각 여단의 형태를 같게하여 어떤 사단으로부터라도 지휘 받을 수 있게 하는 것이다. 그래서 아래 3가지 모습의 전투 여단이 생겼다.(BCT 2020 편제에 따라 현재는 많이 바뀐 상태이다)
- 기갑(중) 여단 전투단은 4,743 명 정도의 규모로, 기계화 보병이나 전차, 자주포를 운용하는 포병으로 구성된다.
- 보병 여단 전투단은 4,413 명 정도의 규모로, 경보병이나 공수부대, 견인포를 웅용하는 포병으로 구성된다.
- 스트라이커 여단 전투단은 4,500 명 정도의 규모로, 스트라이커 장갑차와 같은 장비와 M777A2 155mm 경곡사포를 운용하는 포병으로 구성된다.

그 밖에도, 전투지원여단과 군 지원 여단도 생겼다. 전투 지원 여단은 항공 여단, 포병 여단이 포함되었다. 전투 군 지원 여단은 유지 여단 등 육군 내에서 지원 부대로 역할을 하고 있다.
- 항공 여단은 3,089명 정도의 규모로, 보통 48대의 AH-64D/E 아파치 공격헬기, 50대의 UH-60D 블랙호크 수송헬기, 12대의 CH-47D 치누크 중 수송헬기로 구성된다.
- 지원 여단은 1,783명 정도의 규모로, 보통 수송대대와 전문화 대대 각 1개씩으로 구성된다.
- 포병 여단은 약 3,000~4,500여명 정도의 규모로 40~80 대의 H142 HIMARS/M270A1 MLRS를 보유한다.

### 전투작전부대

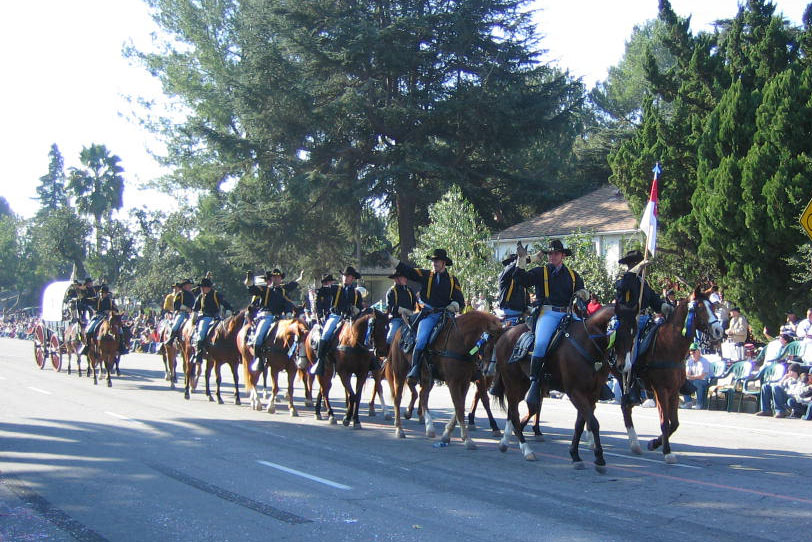
제 1 기병 사단, 2007년 포트 후드에서의 로즈 퍼레이드 행사

현재, 미 육군은 대략적으로 10개의 사단과 몇몇의 독립 부대로 구성되어 있다. 2007년 1월에 기록된 74,200 명의 군사력 증가와 같은 군사력 증가가 계속됨에 따라, 4개의 추가 여단을 2013년에 새로 편성할 예정이다. 각 사단은 4개의 지상 작전 여단과 적어도 1개의 항공 여단, 화력 여단, 지원 여단으로 편제되어 있다. 수행 작전에 따라 추가적인 여단이 사단 본부하로 배치될 수 있다.(추가) 국방예산 부족으로 인한 미군 감축으로 2015년까지 13개 전투여단이 해체되었다. 아래표에 있는 부대현황은 2014년 이전 현황이고 현재와 다르다. 각 사단은 4개 전투여단을 보유했으나 2015.11월 기준으로 제25보병사단만 4개 여단을 보유하고 있고 나머지 6개 사단은 3개 여단, 3개 사단은 2개 여단만 보유하고 있다.
| 표장 | 부대                | 본부                             | 편성, 특이사항 |
| ---- | ------------------- | -------------------------------- | --- |
|      | 제1기갑사단         | 텍사스주 포트 블리스             | 2개 기갑, 1개 스트라이커 여단전투단 |
|      | 제1기병사단         | 텍사스주 포트 후드               | 3개 기갑 여단전투단 |
|      | 1보병사단           | 캔자스주 포트 라일리             | 2개 기갑여단전투단 |
|      | 제2보병사단         | 대한민국 캠프 험프리스           | 포트 루이스 워싱턴주에 2개 스트라이커 여단전투단 |
|      | 제3보병사단         | 조지아주 포트 스튜어트           | 2개 여단전투단(기갑2)이 포트 스튜어트, 조지아주에 있고, 추가로 1개 대대전투단 (1,050명으로 구성, 28연대 1대대)가 포트 베닝, 조지아주에 있다. 조지아주 여단전투단 (48 여단전투단)이 포트 베닝, 조지아주에 주둔한다. |
|      | 제4보병사단         | 텍사스주 포트 카슨               | 각각 1개 기갑, 보병, 스트라이커 여단전투단 |
|      | 제7보병사단         | 워싱턴주 루이스-맥코드 합동 기지 | 250여명 규모의 관리 본부. 한국에주둔한 제2보병사단을 대신해 2보병사단 예하의 2개 스트라이커 여단전투단을 지휘한다. 주방위군 전력으로 캘리포니아-오리건의 81 스트라이커 여단전투단을 보유한다.                      |
|      | 제10산악사단        | 뉴욕주 포트 드럼                 | 포트 드럼에 2개 보병 여단전투단, 포트 폴크에 1개 보병 여단전투단, 버몬트 주방위군의 1개 보병 여단전투단 |
|      | 제25보병사단        | 하와이주 스코필드 막사           | 2개 여단전투단(보병1, 스트라이커1)이 스코필드 배럭스, 포트 웨인라이트, 알래스카주에 2개 여단전투단(스트라이커1, 공수 1)이 포트 리처드슨, 알래스카주에 있다.                                                        |
|      | 제82공수사단        | 노스캐롤라이나주 포트 브래그     | 3개 보병(낙하산) 여단전투단 |
|      | 제101공수사단       | 켄터키주 포트 캠벨               | 3개 보병(공중간습) 여단전투단 |
|      | 제173공수여단전투단 | 이탈리아 비첸차                  | 2개 보병대대, 기병정찰대대, 야전포병대대, 여단공병대대, 여단지원대대, 텍사스주방위군 제143보병연대 1대대(공수)(Associated Unit)                                                                                    |
|      | 제2기병연대         | 독일 필세크                      | 7개 대대 (1,2,3 스트라이커 보병대대), (4 RSTA 기병대대), 화력 (3x6 155mm 견인포), 지원대대(보급·정비); 공병대대(2015년 신설)                                                                                       |
|      | 제3기병연대         | 텍사스주 포트 후드               | \| 7개 대대 (1,2,3 스트라이커 보병대대), (4 RSTA 기병대대), 화력 (3x6 155mm 견인포), 지원대대(보급·정비); 공병대대(2015년 신설)                                                                                    |
|      | 제11기갑기병연대    | 캘리포니아주 포트 어윈국립훈련소 | 3개 대대 (1,2대대, 지원대대) 포트 어윈 국립훈련소에서 대항군 역할을 하고 있다. |

### 특수부대
미국 육군 특수작전사령부
| 표장 | 이름                                      | 본부                          | 편성, 임무 |
| ---- | ----------------------------------------- | ----------------------------- | --- |
|      | 미국 육군 특수부대 ("그린 베레")          | 노스캐롤라이나주 포트 브래그  | 비정규전, 외국 내부 방어, 특수 정찰, 직접 타격, 대 테러 활동을 수행하는 7개의 특수부대단(=특전단)으로 구성                                                 |
|      | 존 F. 케네디 특수전센터학교               | 노스캐롤라이나주, 포트 브래그 | 선발된 특수부대원 교육훈련 |
|      | 제75레인저연대                            | 조지아주 포트 베닝            | 3개 레인저대대, 1개 지원대대 |
|      | 제160특수작전항공연대 ("나이트 스토커스") | 켄터키주 포트 캠벨            | 일반병력 및 특수작전부대에게 헬리콥터를 통해 항공지원을 제공, 4개 대대로 구성                                                                              |
|      | 제4군사정보지원단                         | 노스캐롤라이나주, 포트 브래그 | 심리전 부대, 3개 대대 |
|      | 제8군사정보지원단                         | 노스캐롤라이나주, 포트 브래그 | 심리전 부대, 3개 대대 |
|      | 제95민사여단                              | 노스캐롤라이나주, 포트 브래그 | |
|      | 제528지원여단                             | 노스캐롤라이나주, 포트 브래그 | 옛 특수작전지원사령부 (SOSCOM) |
|      | 델타 포스                                 | 노스캐롤라이나주, 포트 브래그 | 정예 특수작전 및 대테러 부대, 이 부대의 작전요원들은 보통 특전단이나 레인저 연대에서 선발되지만, 특수작전사령부 소속이 아닌 부대에서 선발되는 경우도 있다. |

## 계급 체계
이 목록은 미 육군의 계급과 그에 동등한 나토 계급의 목록이다.

### 장군·장교
장교가 되는 방법에는 육군 ROTC, 웨스트 포인트에 있는 미국 육군 사관학교, 킹 포인트에 있는 미국 해양 사관학교, 사관 후보생 과정을 거치는 것이 있다. 확실한 전문가, 간호사, 의사, 변호사, 군종 신부같은 경우는 곧바로 장교로서 육군에 임관한다. 하지만, 어떻게 장교가 되는지에 상관없이 계급장은 똑같다.
제일 높은 장교 계급은 5성 장군(육군 원수)이고, 제일 낮은 장교 계급은 소위이다. 명예직으로 가장 높은 계급은 대원수(General of the Armies)이다.
장군 계급은 별의 숫자에 상관없이 장성(General)뒤에 성을 붙여 호칭한다. 또한, 대령(Colonel)과 중령(Lieutenant colonel)도 똑같이 대령(Colonel)뒤에 성을 붙여 호칭하며, 중위(First lieutenant)과 소위(Second lieutenant)도 부관(lieutenant)뒤에 성을 붙여 호칭한다.
| 미국 국방부 호봉 | (없음)                               | (없음)                           | O-10           | O-9                       | O-8                  | O-7                      | O-6            | O-5                       | O-4          | O-3            | O-2                     | O-1                      |
| 계급장           |                                      |                                  |                |                           |                      |                          |                |                           |              |                |                         |                          |
| 계급             | 육군 대원수 (General of the Armies)¹ | 육군 원수 (General of the Army)¹ | 대장 (General) | 중장 (Lieutenant General) | 소장 (Major General) | 준장 (Brigadier General) | 대령 (Colonel) | 중령 (Lieutenant Colonel) | 소령 (Major) | 대위 (Captain) | 중위 (First Lieutenant) | 소위 (Second Lieutenant) |
| 약자             | GAS                                  | GA                               | GEN            | LTG                       | MG                   | BG                       | COL            | LTC                       | MAJ          | CPT            | 1LT                     | 2LT                      |
| NATO 부호        | (없음)                               | OF-10                            | OF-9           | OF-8                      | OF-7                 | OF-6                     | OF-5           | OF-4                      | OF-3         | OF-2           | OF-1                    | OF-1                     |
| ¹전시에만 임명   |                                      |                                  |                |                           |                      |                          |                |                           |              |                |                         |                          |

### 준사관
준위는 특기 장교로 어떤 특정 분야에 전문가인 장교이다. 준위는 1등 준위로 첫임관을 하여, 육군 장관의 명령서로 2등 준위로 진급할 수 있다.
준위는 "Mr. (성)"이나 "Ms. (성)"으로 호칭하게 돼 있으나, 많은 사람들이 이 호칭을 쓰지 않고, "Sir"이나 "Ma'am"을 쓰기도 하지만, 보통 "Chief"를 많이 부른다.
| 미국 국방부 호봉 | W-5                                   | W-4                                   | W-3                                   | W-2                                   | W-1                           |      |
| 계급장           |                                       |                                       |                                       |                                       |                               |      |
| 계급             | 5호준사관장 (Chief Warrant Officer 5) | 4호준사관장 (Chief Warrant Officer 4) | 3호준사관장 (Chief Warrant Officer 3) | 2호준사관장 (Chief Warrant Officer 2) | 1호준사관 (Warrant Officer 1) |      |
| 약자             | CW5                                   | CW4                                   | CW3                                   | CW2                                   | WO1                           |      |
| NATO 부호        | WO-5                                  | WO-4                                  | WO-3                                  | WO-2                                  | WO-1                          | WO-1 |

### 부사관·병
부사관으로 분류되는 첫 번째 계급은 "Corporal"이며, 흔히 상병으로 번역되지만, 대한민국에는 이 계급에 대응하는 계급이 없다. 이 계급부터 준부사관으로 취급 된다. 이 계급부터 병사들을 통솔하게 되는 첫 계급이라 "고단한 계급"이라고 말하기도 한다. Corporal과 Specialist는 2개가 있는데 Pay Grade가 같으나, 후자의 경우 부사관이 아닌 병으로 분류되며 유사시를 제외하고는 부대 통솔권이 없다.
훈련병부터 일병까지 똑같이 "이병(Private) (성)"으로 부른다. 상병 계급의 하나인 Specialist는 "Specialist (성)"로 부른다. 상사 이하의 부사관은 "Sergeant (성)"을 붙여서 부른다. 그보다 높은 계급은 그 계급명을 붙여 부른다.
| 미국 국방부 호봉 | E-9                                       | E-9                               | E-9                   | E-8                       | E-8                    | E-7                         | E-6                   | E-5             | E-4                     | E-4                 | E-3                          | E-2              | E-1              |
| 계급장           |                                           |                                   |                       |                           |                        |                             |                       |                 |                         |                     |                              |                  | 계급장 없음      |
| 계급             | 육군주임원사 (Sergeant Major of the Army) | 주임원사 (Command Sergeant Major) | 원사 (Sergeant Major) | 일등상사 (First Sergeant) | 상사 (Master Sergeant) | 중사 (Sergeant First Class) | 하사 (Staff Sergeant) | 병장 (Sergeant) | 부사관상등병 (Corporal) | 상등병 (Specialist) | 일등병 (Private First Class) | 이등병 (Private) | 훈련병 (Private) |
| 약자             | SMA                                       | CSM                               | SGM                   | 1SG                       | MSG                    | SFC                         | SSG                   | SGT             | CPL                     | SPC                 | PFC                          | PV2 ¹            | PVT ¹            |
| NATO 부호        | OR-9                                      | OR-9                              | OR-9                  | OR-8                      | OR-8                   | OR-7                        | OR-6                  | OR-5            | OR-4                    | OR-4                | OR-3                         | OR-2             | OR-1             |
| ¹                |                                           |                                   |                       |                           |                        |                             |                       |                 |                         |                     |                              |                  |                  |

## 복장

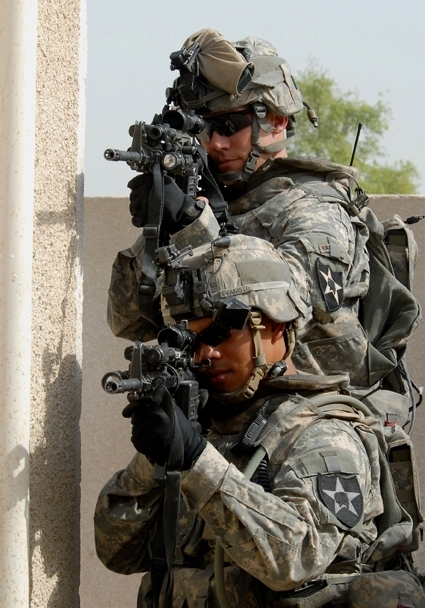
이라크, 무샤히다의 어느 건물 모서리에서 기동 민사 작전 중 경계를 살피고 있는 제 2 보병 사단 제4 스트라이커여단 소속의 도우 코베이 대위와 저스틴 에바리스토 하사

2007년 10월 1일부터 2008년까지 구 전투복(BDU, Battle Dress Uniform)과 사막용 전투복(DCU, Desert Combat Uniform)을 기지와 전투 지역에서 입는 것이 폐지된다. 구 전투복(BDU)과 사막용 전투복(DCU)은 숲 속과, 사막, 시가지 전투를 위한 디지털 위장 무늬를 띤 미 육군 전투복(ACU, Army Combat Uniform)으로 대체된다. 2014년부터 기존 미 육군 전투복을 멀티캠 기반인 OCP로 교체하기로 결정하였으며, 2019년부터 OCP로 완전히 대체하였다.
육군은 미래형 보병 체계 계획을 2010년부터 2년 주기로 실행할 예정이다. 통합된 보병 전투 체계를 새로 만들어, 첫 단계로는 전자 공학관련 장비도입, 마지막 단계인 2032년에는 외골격 강화복(powered armor)과 여러 나노기술을 도입할 예정이다.
미 육군의 표준 정복은 "녹색 육군 정복(Army Greens)"이나 "클래스 A"라고 부르는 정복으로 사병부터 장교까지 모두 입을 수 있다. 이 정복은 1956년에 첫 소개되어 1890년대부터 1985년까지 입었던 올리브색과 카키색으로 된 정복을 대체했다. "파란색 육군 정복(Army Blue)"는 19세기 중반에 소개된 정복으로, 2009년부터 현재 입는 녹색 정복과 열대 지방에서 입는 흰색 정복을 대체해 새로운 미 육군 정복이 될 것이다. 이 새로운 정복은 회색 셔츠와 넥타이를 맬 경우에는 정복, 흰 셔츠와 넥타이 혹은 나비넥타이를 할 경우에는 예복으로도 입을 수 있다. 검은 베레모는 2001년 채택돼 평상시 근무에 전투복과 정복에 같이 쓰고 있다. 2011년부터 행사때만 지휘관 재량에 따라 전투복에 베레모를 착용할 수 있게 되었고, 전투복에는 전투모를 착용하도록 규정을 바꾸었다.
방탄복으로는 개량 외부 전술 방탄 조끼(Improved Outer Tactical Vest, IOTV)를 쓴다.

## 장비

### 개인 화기

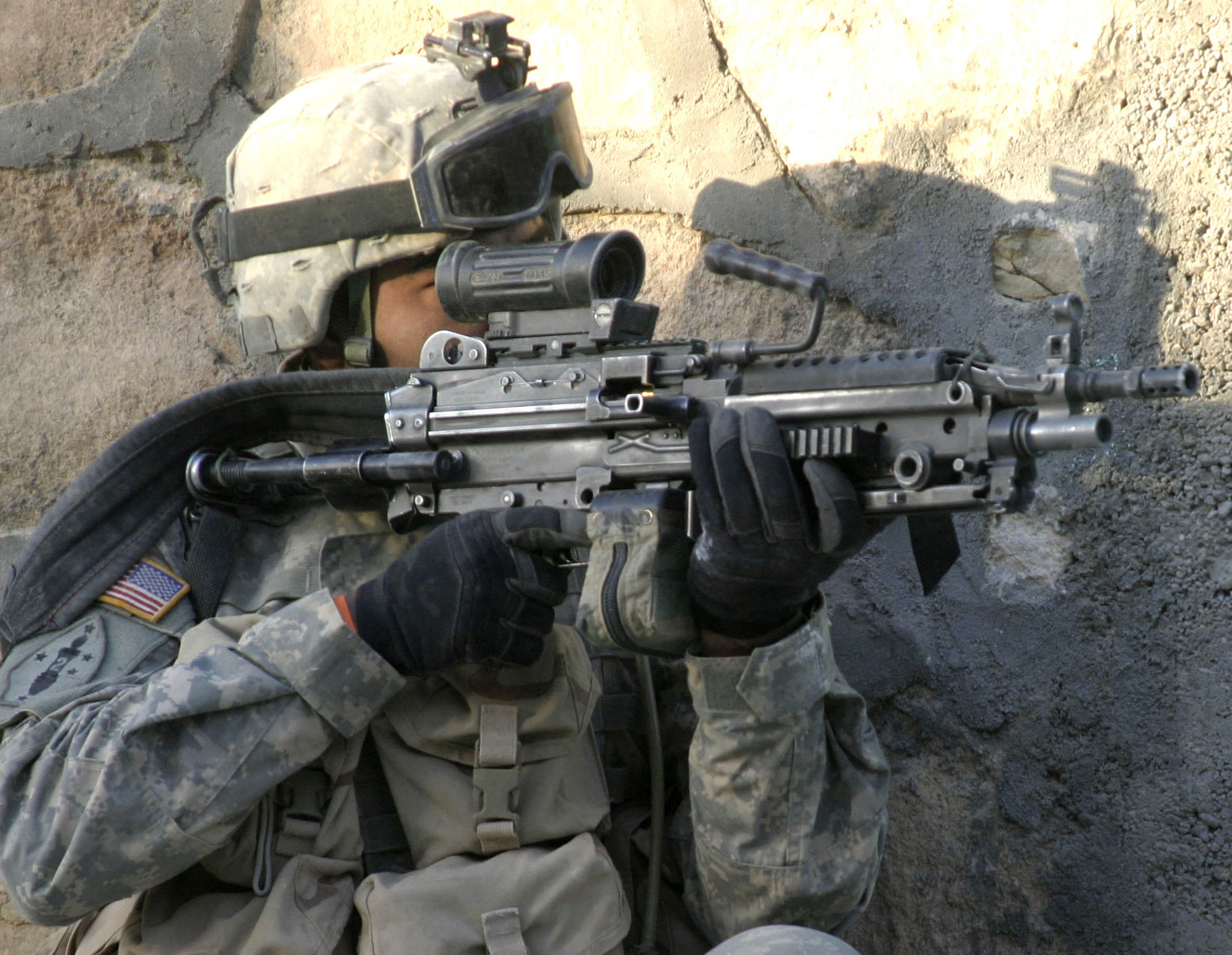
M249 SAW Para를 들고 있는 미육군 병사

미 육군의 주요 개인화기는 M16 소총 시리즈와 M4 카빈으로 M4 소총은 보병, 레인저, 특수전 부대가 쓰고 있는 M16 소총을 점진적으로 대체하고 있다. 근접전을 위해 소총에 M9 대검 부착할 수도 있다. 40mm M203 유탄발사기도 추가적인 화력을 위해 부착할 수 있다. 전차병, 헌병, 장교와 같이 좀 더 휴대성이 좋은 화기가 요구되는 병사들에게는 권총이 지급된다. 미 육군에게 지급되는 권총은 보통 9 mm M9 권총 이 주로 전투, 지원 부대에 지급된다. 이 밖에도 미 육군 검찰국,의 특수 요원은 M11, 어떤 미 육군 특수부대는 MK23을 쓴다.
기본적으로 지급되는 소총과 권총 밖에도, 많은 전투 부대의 보급창은 여러 특수 무기를 보유하고 있어, 화력조에서 화력을 지원하는 경기관총 M249 분대지원화기, 베넬리 M4 슈퍼 90와 모스버그 590 산탄총이 문을 폭파하거나 하는 근접전 전투에 사용되기도 하고, 장거리 사수를 위한 M14 소총, 저격수를 위한 배럿 M82, M24 SWS, SVD, M110 SASS가 있다. 또한, M67 수류탄, M18 연막탄도 전투부대에서 쓰인다.

### 공용화기 체제
미 육군은 다양한 공용화기를 이용해 개인화기를 능가하는 더 강력한 화력을 지원한다. M240 기관총 미 육군의 표준 중기관총이다. M240(좌 급탄)과 M240C (좌, 우 급탄)은 동축기관총으로써 M1 에이브람스 전차, M2 브래들리 보병전투차에 사용되며, M240B는 양각대나 삼각대로 지지해 쏘거나 차량 위에 부착해 쓴다. M2 기관총은 1932년부터 보병 화력지원부터 대공무기까지 다양한 목적으로 쓰이고 있다. M2 기관총은 또한 스트라이커 장갑차의 주요 화기이자, M1 에이브람스 전차의 보조 화기다. 마크19 자동유탄발사기는 신속기동여단이나, 기갑대대의 험비, 헌병대같은 기동 부대에서 주로 쓰인다. M2HB CQB 기관총과 같은 목적으로 주로 쓰인다.
미 육군은 중포격이 적절치 않거나 불가능한 경우 간접 포격 지원을 위해 3가지 종류의 박격포를 사용하고 있다. 그 중 가장 작은 것은 60 mm M224박격포로 보병 중대 단위에 배정된다. 그 다음 것은 81 mm M252 박격포로 보병 대대 단위에서 사용한다. 가장 큰 것은 120 mm M120 박격포로 기계화 대대, 스트라이커 부대, 기갑대대에서 쓰이는데 박격포의 무게 때문에 트럭으로 견인하거나 운반차가 필요하기 때문이다. 재블린 대전차 미사일, M136 AT-4 대전차 미사일, BGM-71H TOW 2B Aero RF 대전차 미사일, SMAW 대전차 로켓, M-84 구스타프 무반동총을 운용 중이다.

### 차량

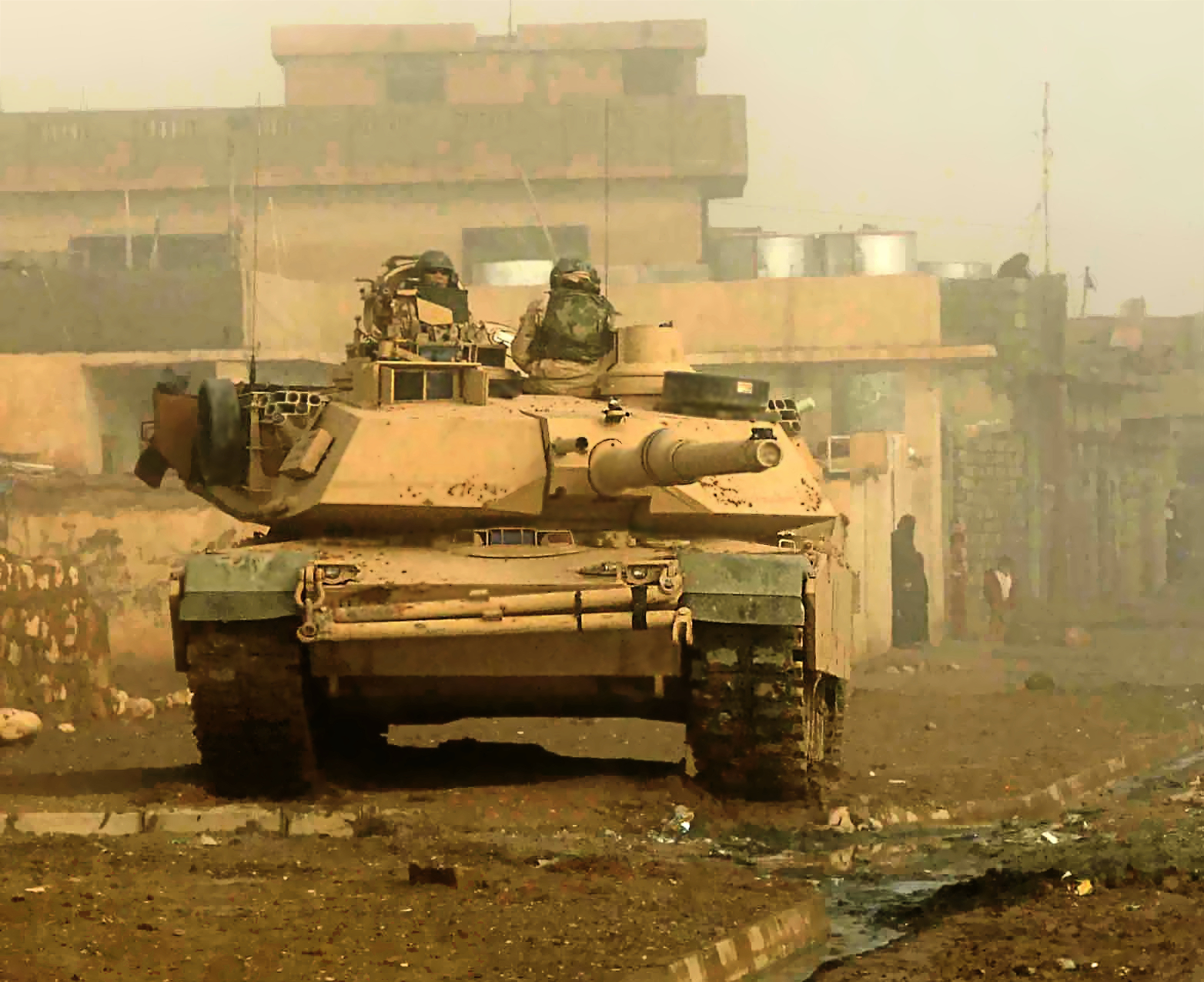
이라크에서의 미 육군 M1 에이브람스의 모습

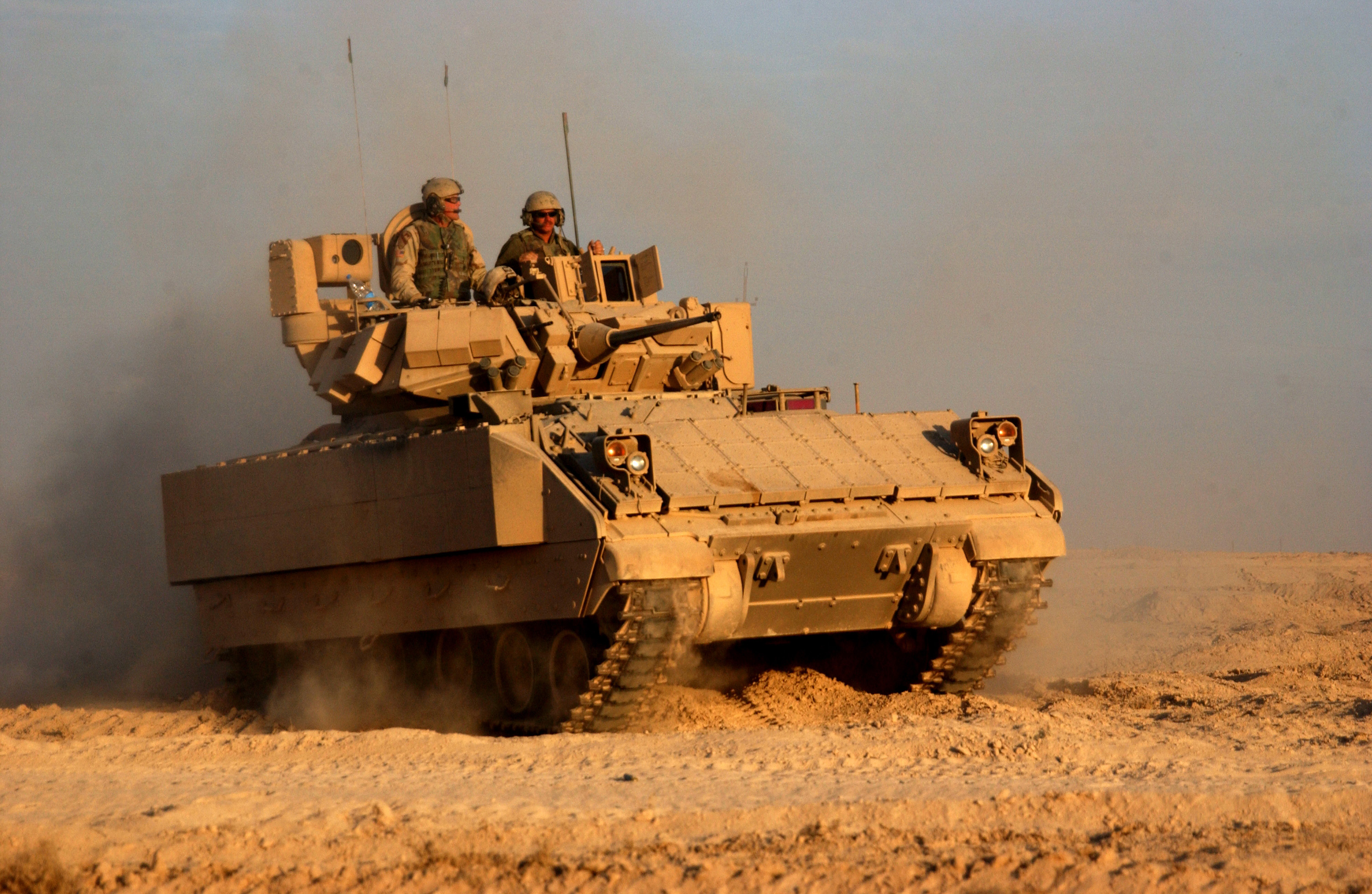
M2A3 브래들리 보병 전투 차량

미 육군은 다양한 차량들을 유지하기 위해 군 예산의 상당 부분을 쓰고 있다. 미 육군은 군인 1명당 차량수의 비율이 세계에서 가장 높다.
미 육군에서 가장 많이 볼 수 있는 차량은 험비으로, 이 차량은 화물 및 보병 수송, 무기 장착, 응급차 등 여러 목적으로 이용할 수 있다. 험비는 현재 생산 중단 단계에 이르고 있으며, MRAP (대지뢰장갑차)로 대체되고 있다. MRAP은 급조폭발물과 같은 현대전의 상황에 맞게끔 설계 됐다. M1A2 SEPV2 에이브람스가 미 육군의 주력 전차이며, M2A3 브래들리가 표준 보병 전투 차량이다. 다른 전술 차량으로는 M3A3 브래들리 기병 전투 차량, 스트라이커 장갑차, M113A3 병력수송장갑차가 있다.

### 포병
미국 육군의 주 포병 무기는 M109A6 팔라딘 자주포와, M270 다연장로켓발사대로, 둘 다 차량에 장착돼 중 기계화 부대에 배치된다. 경 보병 부대의 화력 지원으로는 105 mm M119 곡사포, M198 곡사포를 대체할 155 mm M777 곡사포를 쓴다.

### 항공기

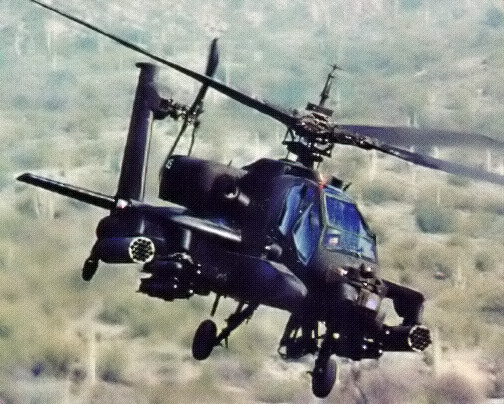
AH-64 아파치 헬리콥터

미국 육군은 비행기보다는 몇 가지 헬리콥터를 주로 운용하고 있다. 그 중에는 AH-64 아파치 공격 헬리콥터,UH-60L 블랙 호크 다용도 헬리콥터, CH-47D 치누크 수송 헬리콥터가 있다. 미 육군은 최근 블랙호크와 치누크를 M형, F형으로 새로 바꾸고 있다.
육군의 "밤의 추적자"로 알려져 있기도 한 160 특수 작전 항공 연대는 MH-6/AH-6 소형 공격 헬리콥터와 블랙호크와 치누크의 개량형을 운용하고 있으며, 주요 임무는 미 특수부대와 기타 부대를 지원하는 것이다.

## 훈련
미 육군의 훈련은 크게 두 가지로 나눌 수 있는데, 개인 단위와 집단 단위이다.
주특기 보병(11B)의 경우 개인 훈련은 기간이 22주이다. 다른 전투병과 주특기의 경우도 비슷하다. 그 밖의 주특기를 희망하는 경우는 기초 전투 훈련 9주와 이어지는 개인의 군사 주특기에 따라 각각의 주특기 훈련 시설에서 개별 고급 훈련을 받는다. 개별 고급 훈련의 기간은 군사 주특기에 따라 다르다. 육군 기초 훈련의 경우도 병과에 따라 다른데, 제일 훈련 기간이 긴 것 2가지는 켄터키 주, 포트 녹스의 기갑 학교와 조지아 주, 포트 베닝의 보병 학교이다. 장교의 경우는 임관하기 전 미국 육군사관학교, 미국 예비역 장교 훈련단, 미 육군 사관 후보생 학교에서 훈련을 받는다. 임관 후에는, 1단계 훈련이었던 6주의 기초 장교 지휘관 과정에 이어 2단계 훈련을 포트 베닝이나 포트 실에서 받는다. 그 뒤 3단계 훈련에서 각각의 주특기에 따라 다른 훈련 과정을 거친다.
집단 훈련은 보통 자대에서 실시하지만, 캘리포니아주 포트 어윈의 국립 훈련소, 루이지애나주 포트 폴크의 합동 전투력 훈련소, 독일 호엔펠즈 훈련장의 합동 작전 훈련소에서 주로 실시하고 있다.

### 식스 시그마 훈련
미 육군과 130만 장병은 현재 대규모적으로 업무 혁신을 위해 노력하고 있다. 식스 시그마는 2002년 미 육군의 밀가루부터 항공기까지 모든 것을 책임지고, 구매하는 미 육군 재료 사령부에 첫 도입되었다. 9·11 테러이후 미 육군은 자금 운용에서 심각한 불균형을 겪었기 때문에, 식스 시그마의 효율성이 입증되어 2005년 말 모든 육군으로 확대되었다.
미 육군은 이 계획을 재차 검토끝에, 계획부터 실행까지 이 방법을 도입하였다. 미 육군 장성급과 정부 관료들은 이틀간 그들이 게 될될 효용성과 이익, 책임에 대해 배웠다. 미 육군의 부, 사관 계급도 어떤 부서에서 문제와 결점이 있는지와 식스 시그마에 대해 배워야 할 병사를 파악했다. 결국에는 가장 낮은 이병 계급까지 그들이 날마다 직면하는 문제점들이 모아져 장성급에게 보내져 개선되었다.
미 육군 병사들은 식스 시그마를 전문적으로 이용할 수 있도록, 2006년 6월부터 훈련을 실시하고 있다. 지금까지 녹색 띠 1,240개, 검은 띠 446개, 15개의 검은 띠 대가를 배출했고, 1,069개의 계획을 실행해 거의 2천만 달러를 절약했다. 이 덕분에 미 육군은 새로운 방법과 효율성을 더하고, 쓸데없는 작업과 쓰레기를 줄여 많은 것을 절약하고 있다.
미 육군은 이런 식스 시그마의 효율성 때문에, 업무 처리 과정이 많은 면에서 개선되었다. 특히나, 식스 시그마 덕분에 쓸데없는 업무과 자원 낭비를 없애 거의 육군 예산의 1/4을 절감, 생산성 향상, 비용 절감이 되어, 육군에서 재정적인 문제가 많이 줄어들었다. 육군은 새 소프트웨어를 비 육군 임원에게 다국어 설명과 함께 제공하여 금년에만 400만 달러를 절약할 수 있었다. 그밖에도 육군은 수많은 향상이 됐는데, 고용과정을 능률화하고, 미국 육군 사관학교에서의 음식 낭비도 줄일 수 있게 됐고, 대외군사판매도 향상되었다. 이런 육군내에서의 성공으로 식스 시그마를 공군과 해군으로 확대할 계획이며, 미국 국방부 장관과 식스 시그마를 모든 국방 조직에 실행할 계획에 대해 협의중이다.

## 병과

### 전투
- 보병, 1775년 6월 14일
1775년 6월 14일, 식민지 연합을 위해 대륙 의회는 소총수로 이루어진 10개 중대의 창설을 승인했다. 최초의 미군 연대인 3 보병 연대의 경우 1784년 6월 3일 창설됐다.
- 기갑, 1776년 6월 12일
기갑 병과는 기병대에서 유래한 병과이다. 기병 연대의 창설은 1776년 12월 12일 대륙 회의의 의결로 승인되었다. 미국 독립 혁명 후, 여러 기병대가 창설됐지만 지속적으로 남은 첫 부대는 1833년 창설된 용기병 연대였다. 전차 근무대는 1918년 3월 5일에 생겼다. 기갑 부대는 1940년 7월 10일에 생겼으며, 기갑 병과는 1950년 육군의 영구적인 병과로 채택됐다.

#### 포병
- 야전 포병, 1775년 11월 17일
대륙 의회는 1775년 11월 17일 만장일치로 헨리 녹스를 포병 연대장으로 지명했다. 이듬해 1776년 1월 1일에 공식적으로 활동을 시작했다.
- 방공 포병, 1968년 6월 20일

#### 특수 작전
- 특수부대, 1987년 4월 9일
- 민사, 2006년 10월 16일
- 군사 정보 지원 작전, 2006년 10월 16일

### 전투 지원
- 군사 정보, 1962년 7월 1일
- 공병, 1775년 6월 16일
대륙 의회가 "육군 수석공병"을 임명한 날인 1775년 6월 16일을 공병대의 시작으로 본다. 실제 공병대는 1789년 3월 11일에 의회를 통해 정식으로 확립됐다. 현재 알려져 있는 공병대는 1802년 3월 16일 대통령이 공병대를 창설해 뉴욕주 웨스트 포인트 사관학교에 주둔하도록 명함에 따라 시작됐다. 지형기사 공병단이 1838년 7월 4일 창설됐었지만, 1863년 3월에 공병대와 합쳐졌다.
- 통신, 1860년 6월 21일
- 항공, 1983년 4월 12일
- 화학, 1918년 6월 28일
- 헌병, 1941년 9월 26일

### 전투 근무 지원
- 경리, 1775년 6월 16일
경리대는 1775년 6월에 만들어졌던 옛 지불부의 후속 조직이다. 현재 경리대의 전신인 경리부는 1920년 7월 1일 창설됐다가 1950년에 현재의 모습을 갖추었다.
- 군수, 1812년 5월 14일
- 군종, 1775년 7월 29일
- 법무감, 1775년 7월 29일
- 병참, 1775년 6월 16일
1775년 6월 16일 창설된 병참부에 유래를 두고 있다. 그때부터 지금까지 병참대의 기능에 많은 변화가 있었지만, 보급과 용역 지원같은 기본적인 기능은 현재까지 이어지고 있다.
- 보급, 2008년 1월 1일
- 부관, 1775년 6월 16일
부관직은 1775년 6월 16일 창설되어 지금까지 유지되고 있다. 1812년 3월 3일 부관부로 이름이 변경됐었지만, 1950년 다시 바뀌었다.
- 수송, 1942년 7월 31일

#### 의무
- 육군 의무부, 1775년 7월 27일
  - 의무, 1775년 7월 27일
  - 간호, 1901년 2월 2일
  - 치과, 1911년 3월 3일
  - 수의, 1916년 6월 3일
  - 근무, 1917년 6월 30일
  - 전문, 1947년 4월 17일

## 같이 보기
- 미국의 군사
  - 미국 해군
  - 미국 공군
  - 미국 해병대
  - 미국 우주군
  - 미국 해안경비대
- 프리드리히 빌헬름 폰 슈토이벤
- 미국 육군 기초 훈련
- 미군의 차량 표식법
- 미국 육군의 병과장
- 미 육군의 편제 변환
- 미군의 역사
- ROTC
- 카투사